# Custodia del Corpus Christi de Granada
La Custodia del Santísimo Corpus Christi de Granada es una obra maestra de la orfebrería española que, desde su creación en el siglo XVI, ha sido un elemento central en la fiesta del Corpus de Granada. Con una rica historia y un diseño excepcional, la Custodia representa la profunda devoción del pueblo granadino hacia la Eucaristía y constituye un legado cultural invaluable.
En su origen, la Custodia era una pieza gótica donada por la Reina Isabel la Católica en 1501. A lo largo de los siglos, ha experimentado diversas modificaciones y añadidos, enriqueciéndola y convirtiéndola en la espléndida obra que conocemos hoy en día. La Custodia actual, resultado de la labor de orfebres de distintas épocas, destaca por su compleja estructura, sus elaborados relieves y la presencia de numerosos elementos decorativos, como ángeles, medallones y filigranas.
Más allá de su valor artístico, la Custodia del Santísimo Corpus Christi de Granada posee un profundo significado religioso para la ciudad. Su presencia en la procesión del Corpus Christi, que se celebra una vez al año, es un momento de gran fervor y devoción para los granadinos, quienes se congregan para rendir homenaje al Santísimo Sacramento y celebrar su fe.

## Imágenes
|  |
|  |

|  |
|  |

|  |
|  |